# Петров, Всеволод Николаевич (искусствовед)
Все́волод Никола́евич Петро́в (1912—1978) — советский искусствовед и музейный работник, знаток русского искусства, писатель, мемуарист.

## Биография
Всеволод Николаевич Петров принадлежал к старинному дворянскому роду Петровых. Происходил из семьи ярославских и новгородских Петровых, давших России знаменитых инженеров, ученых, государственных деятелей. Внук учёного, инженер-генерала Н. П. Петрова, с 1900 года — члена Государственного Совета (изображен на известной картине Репина Торжественное заседание Государственного совета 7 мая 1901 года). Отец Н. Н. Петров, врач-онколог, академик (в Петербурге его имя носит Институт онкологии).
Родился 13 апреля 1912 года. Окончил 1-ю Советскую среднюю школу в Ленинграде (среди его одноклассников был Павел Зальцман).
С 1929 по 1934 г. учился в Ленинградском университете.
С 1931 года — сотрудник Отдела рукописей Русского музея, куда поступил студентом 2-го курса. С 1934 года — сотрудник секции рисунков Русского музея, затем был сотрудником Отделения рукописей, Отдела советского искусства, секции гравюр, секции рисунков и старшим научным сотрудником Отдела скульптуры (в 1939 г.)
Ученик и друг Н. Н. Пунина. Обнаружил в архиве Бенуа сделанный им графический набросок — портрет И. Анненского, после чего Н. Н. Пунин познакомил его с Ахматовой, чрезвычайно высоко ценившей Анненского.
Входил в круг М. Кузмина. Под его влиянием начал писать художественную прозу и продолжал этим заниматься до конца 1940-х гг.; наибольшую известность получила написанная в 1946 году, но опубликованная спустя 60 лет повесть «Турдейская Манон Леско», посвящённая памяти Михаила Кузмина.
Дружил с художниками Вл. Лебедевым, Н. Тырсой, Т. Глебовой, В. Курдовым и др. Был близок также с литераторами-обэриутами. Друг поэта Д. И. Хармса, посвятившего Петрову рассказ «Исторический эпизод» из позднего цикла «Случаи».
С июля 1941 года служил в Ленинграде начальником канцелярии интендантского управления одной из воинских частей. В январе 1943 г. получил назначение в передвижной военный госпиталь, работал на военно-санитарном поезде (вне линии фронта). В 1944 г. вернулся в Ленинград.
В 1945 г. стал работать в Русском музее старшим научным сотрудником Отдела живописи. В конце 1940-х годов, когда развернулась кампания по борьбе с космополитизмом и формализмом, репутация В. Н. Петрова в Русском музее пострадала. 7 марта 1949 года после рассмотрения его «дела» на общем собрании сотрудников Петров был уволен из Русского музея. Через полтора месяца, 28 апреля 1949 года он написал в местный комитет Русского музея заявление о восстановлении на службе, но не был восстановлен в должности.
Автор многочисленных статей, исследовательских работ по истории русской скульптуры эпохи классицизма, о художественном объединении «Мир искусства». Написал монографию о творчестве В. В. Лебедева. Писал о многих художниках, в том числе о В. Борисове-Мусатове, Н. Альтмане, В. Конашевиче, А. Пахомове, Ю. Васнецове, Т. Шишмарёвой.
В 1950-х годах в соавторстве с писателем Геннадием Гором написал нескольких популярных биографий художников, изданных книгами.
После войны жил в Ленинграде на ул. Маяковского, д. 11, кв. 58. Квартиры этого дома после войны были переделаны, и в квартиру Петрова входили комнаты из бывшей квартиры 8, где жил Д. И. Хармс.
С 1949 г. был женат на Марине Николаевне Ржевуской (10.11.1915 — 30.9.1982), двоюродной сестре и близкой подруге второй жены Д. И. Хармса, Марины Владимировны Малич. Дочь — Марина Всеволодовна Петрова (26.11.1949 — июль 2012).
В. Н. Петров написал воспоминания, при жизни известные только его близким друзьям и знакомым, напечатанные уже после его смерти. Художественная проза В. Н. Петрова при жизни не была опубликована. В подцензурной печати при жизни он публиковал лишь книги и статьи по истории русского искусства.
В последние годы жизни поддерживал отношения с поэтами «второй» ленинградской культуры (А. Н. Мироновым и другими).
Умер 20 марта 1978 г. Похоронен, как и его отец, на кладбище в Комарово.

## Портреты
Существуют портреты В. Н. Петрова работы Т. Н. Глебовой Архивная копия от 1 июля 2013 на Wayback Machine (1930-е годы), М. Асламазян, Т. В. Шишмарёвой (1969).

## Публикации
- Русский музей. Живопись XVIII—XIX вв.: Путеводитель / В. Н. Петров и др. Л., 1948
- В. М. Васнецов (1848—1926). [Л.]: Тип. ГПБ, [1948]
- Карл Брюллов. М.: Изд-во Гос. музея изобраз. искусств, 1949
- Художник Федотов. М.; Л.: Детгиз, 1951 (в соавторстве с Г. С. Гором)
- Художник Перов. Л.: Детгиз, 1955 (в соавторстве с Г. С. Гором)
- Василий Иванович Суриков. 1848—1916. М.: Молодая гвардия, 1955 (ЖЗЛ, в соавторстве с Г. С. Гором)
- Карл Петрович Брюллов: Альбом / Сост., авт. вступ. ст. В. Н. Петров. М.; Л.: Изогиз, 1958 (1959, 1960)
- Последний день Помпеи: Картина К. П. Брюллова Л.: Художник РСФСР, 1960
- Юрий Алексеевич Васнецов. Л.; М.: Искусство, 1961
- «Портреты В. Лебедева» // «Творчество». 1961. № 6.
- «Из истории детской иллюстрированной книги 1920-х годов» // «Искусство книги». Вып. 3. — М.: «Искусство», 1962
- Укротители коней: Скульптурные группы П. К. Клодта: [Альбом] / Авт. текста В. Н. Петров. Л.: Художник РСФСР, 1962
- «Мир искусства» // История русского искусства: В 10 т. М., 1968. Т. 10. Кн. 1. С. 341—485
- Кузьма Сергеевич Петров-Водкин: Акварели, рисунки, наброски / Авт.-сост., авт. вступ. ст. В. Н. Петров. Л.: Аврора, [1971]
- Конная статуя Петра Первого работы Карло Растрелли. Л., 1972
- Владимир Васильевич Лебедев. 1891—1967. Л.: Художник РСФСР, 1972
- Пётр Карлович Клодт. Л.: Художник РСФСР, 1973.
- Мир искусства. Л.: Изобразительное искусство, 1975 (переизд.: Мир искусства. Художественное объединение начала XX века. СПб.: Аврора, 1997)
- Михаил Иванович Козловский. — Л.: Художник РСФСР, 1976
- Очерки и исследования: Избранные статьи о русском искусстве XVIII—XX вв. / Вступ. ст. Д. В. Сарабьянова. М.: Сов. художник, 1978
- Русская сказка в творчестве Ю. А. Васнецова: [Альбом] / Сост., авт. текста В. Н. Петров. Л.: Художник РСФСР, 1985

## Воспоминания и художественная проза
- Калиостро: Воспоминания и размышления о М. А. Кузмине // Публикация Геннадия Шмакова. Новый журнал. Нью-Йорк, 1986. Кн. 163. С. 81—116;
- Калиостро. Воспоминания и размышления о М. А. Кузмине. (отрывки) // Панорама искусств. Вып. 3. М., 1980. С. 142—161.
- Из «Книги воспоминаний» [о Н. Тырсе, с сокращениями] // Панорама искусств. Вып. 3. М., 1980. С. 129—142.
- Фонтанный Дом . Публикация Я. Чехановец. // Наше наследие. 1988. № 4. С. 103—108; То же (отрывки) // Воспоминания об Анне Ахматовой. М., 1991. С. 219—226.
- Воспоминания о Хармсе // Публикация А. А. Александрова. Ежегодник Рукописного отдела Пушкинского Дома на 1990 год. СПб., Академический проект, 1993.
- Даниил Хармс / Публ., предисл. и коммент. В. И. Глоцера // Панорама искусств. Вып. 13. М., 1990. С. 235—248
- Турдейская Манон Леско. История одной любви / Публ. М. В. Петровой; Подгот. текста Вл. Эрля; Предисл. С. Г. Бочарова; Послесл. Н. Николаева, Вл. Эрля // Новый мир. 2006. № 11.
- «Мир для меня полон Вами». Письма к Е. К. Лившиц Архивная копия от 9 мая 2016 на Wayback Machine[5] / Публикация, вступительная заметка и комментарии П. Л. Вахтиной // Знамя. 2014. № 12.
- Философские рассказы . 1939 1946. // Публикация М. Э. Маликовой. Ежегодник Рукописного отдела Пушкинского Дома на 2015 год / [отв. ред. Т. С. Царькова]. — СПб.: Дмитрий Буланин, 2016[6].
- Турдейская Манон Леско. История одной любви. — СПб.: Издательство Ивана Лимбаха, 2016. — 272 с.
- Из литературного наследия. — М.: Галеев-Галерея, 2017. — 384 с.